# 野口昌吾
野口 昌吾（のぐち しょうご、1938年2月17日 - ）は、日本の実業家。元通商産業省大臣官房審議官。

## 来歴
1956年に栃木県立栃木高等学校、1960年に東京大学経済学部を卒業。1962年4月、通商産業省に入省した。入省同期に、堤富男、坂本春生、深沢亘（特許庁長官、日本鋼管副社長）、平戸正尚（札幌通産局長、島津製作所専務）、三上義忠（中小企業庁次長、知的財産研究所専務理事）、山下正秀（原子力発電技術機構常務理事）などがいる。
資源エネルギー庁総務課海洋開発室などを経て、同省の産業政策局消費経済課長、機械情報産業局電気機器課長、衆議院商工委員会政府委員、同省大臣官房審議官を歴任。1989年6月に退官した。
古河電気工業専務取締役・軽金属カンパニー長、2000年にはユニファスアルミニウム代表取締役に就任。翌年、古河電気工業専務取締役を退任。同社顧問となった。